# Ювения (регбийный клуб)
«Ювения» (Краков) (пол. Juvenia Kraków) — польский спортивный клуб. Основан в 1906 году как футбольная команда. В 1973 году была сформирована команда по регби. По итогам сезона 2011/12 коллектив утратил право выступать в Регбийной Экстралиге.

## История
Первый матч регбийной команды состоялся в 1974 году против клуба «Познания», вылетевшим из первой лиги. Регбисты «Ювении» проиграли со счётом 0:60. В течение следующих трёх лет команда не одержала ни одной победы. В 1976 году вместе с первыми победами пришёл и первый турнирный успех: команда вышла в полуфинал кубка Польши. В том матче краковчане уступили клубу «Чарный» из Бытома (12:15).
Дважды «Ювения» была близка к выходу в первую лигу. В 1982 году в ключевом матче регбисты сыграли вничью с командой «Будовлани» (Ольштын), в результате чего путёвку в высший дивизион завоевали последние. Второй шанс выпал клубу спустя два года, в 1984-м, и вновь краковчане упустили его.
В 1986 году регбийная секция стала частью клуба «Корона» Краков, и данный вид спорта не был представлен в «Ювении» вплоть до 1993 года. В 2000 году, с третьей попытки, команда завоевала право играть в первой лиге. В 2003—2005 годах регбисты выступали во второй лиге, затем вновь вернулись в высший дивизион.
В 2006—2009 годах титульным спонсором команды была компания Salwator.

## Руководство
- Президент — Лешек Самел
- Вице-президент — Мацей Мончка
- Секретарь — Конрад Бернацкий
- Казначей — Вальдемар Наврот
- Член совета директоров — Ежи Гловацкий